# Serieåret 1978

## Händelser

### Juni
- 19 - Jim Davis från USA börjar publicera serien Gustaf.

### Okänt datum
- Serietidningen Bobo, skapad av Lars Mortimer, kommer i Sverige ut med sitt första nummer.[1]

## Pristagare
- 91:an-stipendiet: Gösta Gummesson

## Utgivning
- Kalle Ankas Pocket 28: Stål-Kalle i farten

## Födda
- 3 februari – Liv Strömquist, svensk serieskapare, konstnär och poddare
- 14 september – Fabian Göranson, svensk serietecknare och förläggare.

## Avlidna
- 2 februari – Maurice Tillieux, 56, belgisk serieskapare.
- 31 december – Basil Wolverton, 69, amerikansk serieskapare

### Fotnoter
1. ↑  Swecomics